# Dobrohostów
Dobrohostów (ukr. Доброгостів, Dobrohostiw) – wieś na Ukrainie w rejonie drohobyckim należącym do obwodu lwowskiego.
Wieś Dobrohostow położona na przełomie XVI i XVII wieku w powiecie drohobyckim ziemi przemyskiej województwa ruskiego, wieś Dobrohostaw w drugiej połowie XVII wieku należała do starostwa drohobyckiego.
W Dobrohostowie urodził się Iwan Boberski (1873-1947), ukraiński pedagog i popularyzator masowej kultury fizycznej.